# Keltské zemědělství
Zemědělství bylo základním zdrojem obživy keltské společnosti. Pěstování obilovin a chov dobytka zaměstnávalo většinu populace. Národy, které dnes společně označujeme slovem Keltové, obývaly v době železné velkou část Evropy, a proto se i při popisu jejich zemědělství nutně dopouštíme zjednodušení, když o něm referujeme, jako by bylo na celé této ploše stejné.

## Pěstované plodiny
Mezi nejrozšířenější pěstované plodiny patřila pšenice jednozrnka a dvojzrnka. Dále proso, ječmen, oves a také žito. Z luštěnin hrách a v výjimečně i čočka. Dále zelenina, z ovoce jablka, hrušky a švestky. Z koření petržel, majoránku, řeřicha, anýz a fenykl.

## Chov zvířat
Keltové chovali skot, ovce, kozy, prasata, husy a slepice. Chov slepic byl pro Galy tak příznačný, že v latině se pro slepici ujalo pojmenování "gallina". 

## Keltská pole
Keltové přednostně obydlovali nížinné polohy do 300 m n. m. a do 500 m vzdálenosti od nejbližšího vodního toku. Když se na počátku doby laténské začala používat železná radlice, která usnadnila obdělávání půd nižší bonity, mohlo se osídlení rozšířit i do míst s větší nadmořskou výškou. Nadprodukce zemědělských usedlostí přitom nebyla veliká. Odhaduje se, že pro oppidum s 1000 obyvateli bylo třeba zázemí 300 zemědělských usedlostí. Faktorem omezujícím produkci byl počet lidí aktivizovatelných pro sklizeň. 
Jedním z dokladů o keltském polním hospodaření jsou leteckou archeologií nalezené stopy po keltských polích. Ve vzácných případech se na okrajích kulturní krajiny (na svazích a jinak obtížně přístupných místech, kde později ve středověku a novověku nebyla půda obdělávána) dochovaly stopy pravěkých mezí. 

## Zemědělské nářadí a nástroje
Z archeologických nálezů z doby halštatské a laténské známe ze zemědělských nástrojů především bronzové a železné srpy a další drobné zemědělské náčiní, jako ovčácké nůžky a podobně. Z větších zařízení můžeme zmínit ruční kamenný rotační mlýnek – žernov a zajímavý zemědělský stroj z doby laténské – valus. 

### Žernov

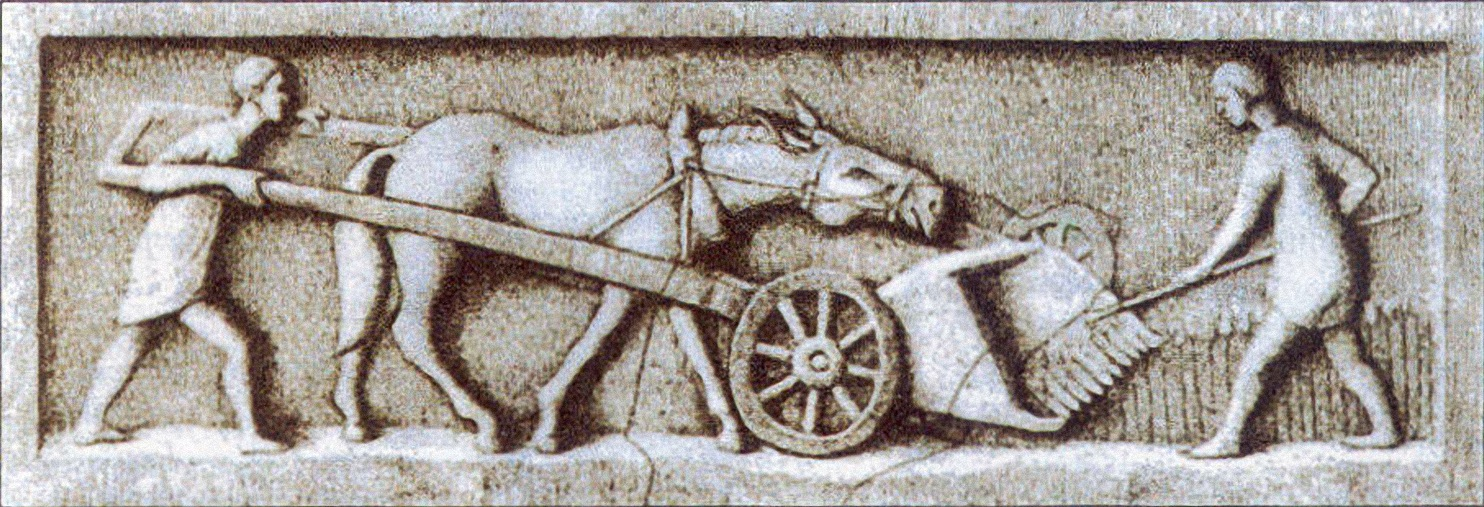
Keltský žací stroj (vallus) – celkový pohled

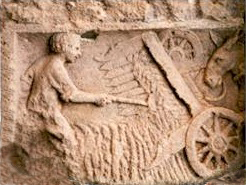
Keltský "kombajn" – detail přední části

Ve třetím století př. n. l. se v kulturách kolem Středozemního moře objevil vynález, který mnohonásobně zefektivňoval drcení obilí – rotační mlýnek – žernov. Keltové tento vynález převzali a v prvním století př. n. l. byly již žernovy v keltském prostředí bohatě rozšířeny. Představovaly příklad specializace výroby a dálkového obchodu. Více v samostatném článku žernov.

### Keltský "kombajn"
Jak bylo zmíněno výše, mohl být počet lidí nasaditelných při sklizni limitujícím faktorem výkonnosti keltského pěstování obilí. Plinius Starší (23–79 n. l.) ve svém díle Historia Naturalis XVIII, 296. zmiňuje stroj (nazývaný zde vallus), který byl používán pro sklizeň obilí na velkých obilných lánech římské Galie zaalpské. Dvě rytiny toto prvního známého "žacího stroje", který nahrazoval 8–10 ženců se srpy, byly nalezeny na území dnešní Belgie. Jednalo se o tlačený vozík s nízkými koly a s otevřenou přední stranou, na které byla nožovitá ostří s mezerami o šířce stonku klasu. Pohybem vozíku se klasy dostávaly mezi nože a byly oddělovány od stonků. Podle rekonstrukcí byl vozík široký asi 1,2 m. Při pokusech o rekonstrukci tohoto žacího stroje se ukázalo, že sestrojit jeho plně funkční model je netriviální. V (temném) období středověku byl stroj zapomenut a sklízení obilí se vrátilo ke kosám a srpům.